# Paper Lions
Paper Lions es una banda de indie rock canadiense formada por el vocalista y guitarrista John MacPhee, el batería David Cyrus MacDonald, el guitarrista Colin Buchanan y el bajista Rob MacPhee. El grupo ganó el Independent Music Awards en 2013 en la categoría de mejor EP pop.

## Discografía
- Two Brothers, A Major, and a Minor (2003)
- 6-pack EP (2004)
- Colour (2006)
- Chucky Danger (2007)
- Trophies (2010)
- At Long Creek (2012)
- My Friends (2013)